# Рцхмелурі
Рцхмелурі (груз. რცხმელური) — село в Грузії.
За даними перепису населення 2014 року в селі проживає 232 особа.